# Украинцы в Бразилии
Украинцы в Бразилии (укр. Українці в Бразилії, порт. Ucraniano-brasileiro) — одна из национальных общин Бразилии. Крупнейшая украинская диаспора в Южной Америке, численностью, по разным оценкам, от 500 тыс. до 1 млн человек. В основном состоит из граждан Бразилии украинского происхождения 4-го и 5-го поколений, поддерживающих традиции украинской культуры. Примерно 80 % украинцев Бразилии проживает в штате Парана.

## История иммиграции
В иммиграции украинцев в Бразилии выделяют три волны.
Первая волна (с 1872 по 1914 годы). Одними из первых украинских иммигрантов считается семья М. Морозовича, выехавшая с Золочевщины в 1872 году. В 1876 году в штат Парана переселилась группа из Буковины, а в 1881 году другая группа украинцев основала в этом же штате поселения вблизи городов Палмейрас и Понта-Гросса. В 1886 году зарегистрированы отдельные случаи иммиграции из Галиции в район город Униао-да-Витория, возле которого были основаны поселения Инасио и Томаз-Коильо.
Однако массовое переселение украинцев начинается с 1895 года. После ликвидации рабства в Бразилии образовался дефицит рабочей силы и правительство стало стимулировать мигрантов финансово. Поселенцам оплачивался проезд и выделялось от 25 до 50 гектаров земли с отсрочкой оплаты на 10 лет. Такие условия выглядели очень привлекательно для безземельных и малоземельных украинцев, и с 1895 по 1899 год в Бразилию переселилось около 15 тысяч человек, в основном с Северно-Восточной Галиции. Однако в действительности земли, выделяемые переселенцам, находились в непроходимых джунглях, а если украинцы нанимались к плантаторам, то были вынуждены оплачивать еду и одежду по столь высоким ценам, что попадали в условия экономической зависимости, близкой к рабству.
В период с 1897 по 1907 годы значительное число украинцев (около тысячи семей) на собственные средства переселились в район Прудентополиса, а также в юго-восточных районах штата Парана и в северных районах штата Санта-Катарина, основав поселения Антонио-Олинто, Униао-да-Витория, Ирасема, Марешал-Маллет и Доризона.
В 1908—1914 годах около 18500 украинских мигрантов прибыло в рамках кампании по привлечению рабочей силы к строительству железных дорог между штатами Сан-Пауло и Риу-Гранди-ду-Сул. Они основали украинские поселения в городах Гупрани, Кампинас, Ижуи, Жагуари и Ерешими.
Кроме того, в период с 1892 по 1914 год в Бразилию прибыло около 120 семей с Надднепрянщины, из которых 90 семей поселились в провинции Рио-Гранде-до-Сул.
Голод, эпидемии и враждебное отношение местных индейцев привело в большой смертности среди мигрантов, часть их вернулась в Галицию, однако, по данным переписи украинских священников 1913—1914 годов, на тот момент в Бразилии проживало примерно 45 000 человек.
Вторая волна (1917—1939 годы). Если первая волна мигрантов состояла практически только из крестьян, то во второй волне была значительна прослойка интеллигенции. В этот период с Галиции, Волыни, Полесья, Буковины и Закарпатья прибыло около 9 000 человек.
|  |  |  |

Третья волна (1947—1951 годы). Третья волна иммиграции вызвана главным образом политическими мотивами и началась в конце Второй мировой войны. Основу мигрантов в эти годы составили бывшие захваченные Германией «остарбайтеры», освобождённые из немецкого плена бойцы советской армии, а также политические беженцы (люди с антисоветскими взглядами, бывшие члены вспомогательной полиции, дивизии «СС Галичина» и др.
В основном они селились в штате Парана, часть — в штате Сан-Пауло, как в столице штата, так и в городе Сан-Каэтану-ду-Сул. Всего в этот период иммигрировало 7 000 украинцев. Часть переселенцев не смогла приспособиться к условиям жизни в Бразилии и переселилась в США и Канаду, а часть осела в Сан-Пауло, Порто-Алегре, Каноас (штат Риу-Гранди-ду-Сул), а также в штатах Гояс, Минас Жераис и Рио-де-Жанейро.
В 1950-х годах иммиграция украинцев практически остановилась, а последующее установление политической диктатуры привело к усилению реэмиграции в США, Канаду и СССР.
По оценкам исследователей, в 1972 году в Бразилии проживало 153 тысячи этнических украинцев, из которых 130 000 в штате Парана, 14 000 — Сан-Пауло, 5 000 — Санта-Катарина, 3 000 — Риу-Гранди-ду-Сул и около 1 000 — в других штатах.

## Современное состояние диаспоры
Согласно архивным данным приходов Украинской греко-католической церкви, в 1996 году в штате Парана проживало около 320 тысяч украинцев-католиков, составляющих 95 % украинской общины штата. При этом исследователи указывают, что в этом штате проживает от 75 до 85 процентов украинцев Бразилии.
В современной научной литературе дают оценочные данные о количестве украинцев Бразилии: от 500 тыс. до 1 млн человек. В заявлениях президента Бразилии и представителей Украинско-Бразильской Центральной репрезентации говорится о 500 000 бразильских украинцев.
Считается, что около 80 % украинских иммигрантов традиционно живут в сельской местности, остальные заняты в сфере промышленности, преимущественно мебельной и металлообрабатывающей.
Около 80 % украинских переселенцев живут в штате Парана: только в столице Параны, городе Куритиба, проживает около 60 тысяч украинцев. В городе действует Церковь Святого Иосафата, построенная в 1928 году. 26 октября 1995 года был торжественно открыт Мемориал украинской иммиграции. Кроме того, украинские общины есть в штате Санта-Катарина, городе Сан-Паулу и его окрестностях.

## Украинская культура, образование и религия
Проживающие в Бразилии украинцы продолжают придерживаться традиционной украинской культуры и вероисповедания. Развитием украинской культуры занимаются многочисленные общественные организации, объединённые в Украинско-Бразильскую Центральную Репрезентацию (Украинское Общество Бразилии, Общество Сторонников Украинской Культуры, Общество «Соборность», Ассоциация украино-бразильской молодёжи и др.).
Столь же большое внимание вопросам культуры уделяет Украинская греко-католическая и Украинская автокефальная православная церкви Бразилии.
30 мая 1962 года римский папа Иоанн XXIII выпустил буллу Qui divino consilio, которой учредил апостольский экзархат Украинской греко-католической церкви для проживающих в Бразилии, преобразованный 29 ноября 1971 года в епархию Святого Иоанна Крестителя в Куритибе.
12 мая 2014 года римский папа Франциск возвёл епархию Святого Иоанна Крестителя в Куритибе в ранг архиепархии-митрополии, выделив из неё новую епархию Непорочного Зачатия Девы Марии в Прудентополисе.
|  |  |  |  |

В Бразилии действуют украинские школы, фольклорные группы и творческие кооперативы.
Большое внимание уделяется сохранению украинского языка: в качестве иностранного он преподаётся в начальных школах в местах компактного проживания украинцев, в некоторых государственных средних школах и в Лингвистическом центре университета Парана (г. Куритиба). Однако с лингвистической точки зрения украинцы Бразилии принадлежат либо к украино-португальским билингвам (меньшинство), либо к носителям португальского языка, в лучшем случае владеющим ограниченным запасом украинских слов. Связано это с тем, что дети эмигрантов, даже выучив основы языка предков, начинают учиться и работать в обществе португалоговорящих жителей Бразилии.
В 2010 году в Бразилии учреждён Национальный день украинской общины, который отмечается 24 августа.

## Известные бразильцы украинского происхождения
- Минчук, Роберту
- Вовк, Вера
- Бабенко, Эктор
- Соротюк, Витторио
- Владимир (Ковбыч)
- Мария Берушко